# Constantin Brâncuși

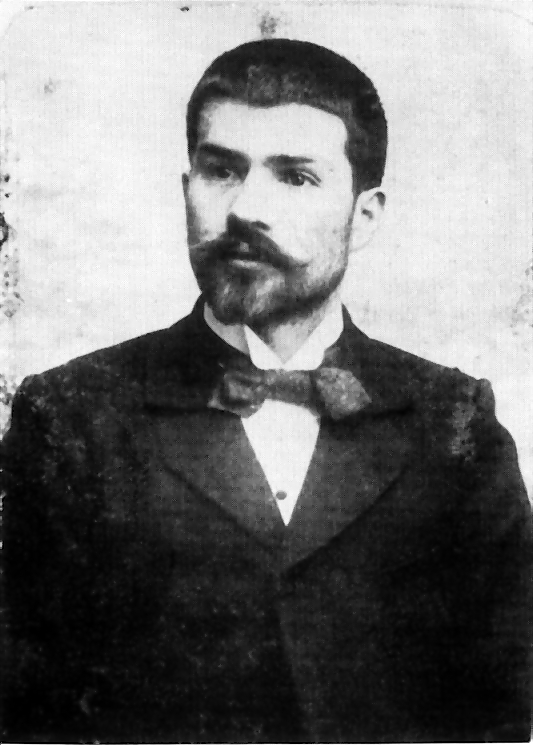

Constantin Brâncuși (Hobița, 19 de fevereiro de 1876 — Paris, 16 de março de 1957) foi o mais célebre escultor romeno e um dos principais nomes da vanguarda moderna.

## Biografia
Estudou na Escola de Artes de Craiova de 1894 a 1898 e depois na escola nacional de Belas Artes de Bucareste de 1898 a 1901. Com o objetivo de completar a sua formação, chega a Paris em 1904 e se inscreve na École nationale supérieure des Beaux-Arts em 1905.
Foi uma figura central do movimento moderno e um dos pioneiros da abstração. Sua escultura é conhecida por sua elegância visual e uso de materiais sensíveis, combinando a escultura franca do camponês com a sofisticação da vanguarda parisiense. Depois de frequentar a Escola de Belas Artes de Bucareste e da aprendizagem da escultura de August Rodin, Brâncuși viajou para Paris em 1904. Brâncuși criou sua primeira grande obra, O Beijo, em 1908.
A partir deste momento sua escultura tornou-se cada vez mais abstrata.  Passa a operar as formas através do polimento, como se tentasse ao mesmo tempo eliminar da escultura a representação e chegar a seu centro.  Ao mesmo tempo, questiona o pedestal a partir da ideia de objeto que media a relação da escultura com o real.  Passa, assim, a incluí-los esteticamente no problema da escultura.  Entre outras, destacam-se na sua obra a Musa adormecida, A maiastra, O mundo, O pássaro e a Coluna sem fim.  A escultura de Brâncuși ganhou notoriedade internacional no Armory Show de 1913, em Nova York. Seu atelier em Paris foi preservado depois de sua morte e reconstruído ao lado do Centro Georges Pompidou, o Beaubourg, pelo interesse dedicada ao arranjo de suas esculturas, que em si foi pensado como problema artístico e foi documentado em fotografias e filmes pelo próprio artista.
Isamu Noguchi trabalhou como assistente de estúdio de Brâncuși em 1927, Brâncuși lhe ensinou a esculpir a pedra e a madeira. Na década de 1930 Brâncuși trabalhou em dois projetos ambiciosos de escultura pública, a realizar um templo na Índia para o marajá de Indore e a instalação em Târgu Jiu (Romênia), de seus projetos, "Portão do Beijo", "Tabela de silêncio" e uma versão de 100 pés (30,48 metros) de altura de ferro fundido da "Coluna infinita".
Em sua morte Brâncuși deixou o conteúdo de seu estúdio para o Museu de Arte da Cidade de Paris, na condição de o estúdio ser instalado no museu em sua totalidade.
A escultura ganha movimento no futurismo, no pós-guerra a escultura sofre modificações, novos materiais são utilizados, como a sucata de metal e aparecem novas técnicas como solda.